# Бертіл Альбертссон
Бертіл Альбертссон  (швед. Bertil Albertsson; 1 вересня 1921 — 3 березня 2008) — шведський легкоатлет, олімпійський медаліст.

## Виступи на Олімпіадах
| Олімпіада      | Дисципліна           | Місце |
| -------------- | -------------------- | ----- |
| Лондон 1948    | біг на 5000 метрів   | 5     |
| Лондон 1948    | біг на 10 000 метрів | 3     |
| Гельсінкі 1952 | біг на 5000 метрів   | 9     |
| Гельсінкі 1952 | біг на 10 000 метрів | 12    |